# Convention AERAS
 (septembre 2023).
Si vous disposez d'ouvrages ou d'articles de référence ou si vous connaissez des sites web de qualité traitant du thème abordé ici, merci de compléter l'article en donnant les références utiles à sa vérifiabilité et en les liant à la section « Notes et références ».
La convention AERAS (s'Assurer et Emprunter avec un risque aggravé de santé) est une convention française qui vise à améliorer l’accès au crédit pour les personnes malades ou qui l'ont été. Elle a été signée par les professionnels de la banque et de l’assurance, les associations et les pouvoirs publics le 6 juillet 2006 et elle est entrée en vigueur au début de  janvier 2007. Elle remplace la convention Belorgey, qui avait déjà permis des avancées importantes : 99,7 % des demandes de crédits présentées ont pu bénéficier d’une offre d’assurance[réf. nécessaire]. La loi du 31 janvier 2007 consacre les principes de la nouvelle convention, les modalités relevant du texte conventionnel. 

## Les avancées de la convention AERAS
- L’information est renforcée[non neutre] : tous les signataires de la convention y compris les pouvoirs publics et les associations se mobilisent pour faire connaître ce dispositif afin que le public en soit informé très en amont du processus d’emprunt. Par exemple, dans chaque banque, un référent peut répondre aux questions des candidats à l’emprunt concernés par la convention.

La FBF a mis à la disposition du public un serveur vocal 0821 221 021 0,12 euro par minute).
- Le champ de la convention est élargi : pour les crédits immobiliers, le montant maximal de prêt est porté à 320 000 euros et toute condition de durée du prêt est supprimée lorsque l’emprunteur ne sera pas âgé de plus de 70 ans à la fin du prêt ; pour les crédits à la consommation, le montant maximum du prêt accordé sans questionnaire de santé est augmenté de 50 % (soit jusqu'à 15 000 euros).
- Le nouveau dispositif introduit la couverture du risque invalidité pour la partie de ce risque qui peut être techniquement assurable (Perte totale et irréversible d'autonomie notamment). Au-delà, des garanties alternatives seront systématiquement recherchées, si nécessaire.
- Un mécanisme de mutualisation d’une partie des surprimes d’assurance est mis en place par les professionnels pour les personnes disposant des revenus les plus modestes, pour l’achat de la résidence principale et les prêts professionnels uniquement.
- Des délais maximaux de traitement de dossier ont été formalisés : cinq semaines dont deux pour les banques, une fois qu’elles ont le dossier complet et connaissance de l’acceptation par le client de la proposition d’assurance.